# La Haciendita, Ocuilan
La Haciendita är en ort i kommunen Ocuilan i delstaten Mexiko i Mexiko. Samhället hade 390 invånare vid folkräkningen år 2020.